# FARP2
FARP2‏ (FERM, ARH/RhoGEF and pleckstrin domain protein 2) هوَ بروتين يُشَفر بواسطة جين FARP2 في الإنسان.

## التفاعل
لقد ثبت أن FARP2 يتفاعل مع PDZK1.